# Puig Cubell (Vilada)
El Puig Cubell és una muntanya de 1.073 metres que es troba al municipi de Vilada, a la comarca catalana del Berguedà.